# Fossa de Java
A fossa de Java é a maior fossa oceânica do oceano Índico, possui 7 725 metros (25 344 pés) e está localizada ao sul da Indonésia.